# 東京医科大学八王子医療センター
東京医科大学八王子医療センター（とうきょういかだいがく はちおうじいりょうセンター）は、東京都八王子市館町にある病院である。東京医科大学の大学付属病院。

## 概要
東京医科大学八王子医療センターは1980年（昭和55年）4月、八王子市による誘致を受けた東京医科大学によって開設された。当初の診療は救命救急や循環器が中心であり、病床数は200であった。
東京医科大学八王子医療センターでは、大学病院としての診療、医学教育、医学研究のほか、地域医療の中心として高度先進医療を提供、また多摩地区の第三次救命救急センターとして屋上にはヘリポートを設置、遠隔からの救急患者搬入にも対応できる体制としている。さらに、日本臓器移植ネットワーク腎臓・膵臓移植施設、移殖検査センターや、地域災害拠点中核病院、地域がん診療連携拠点病院などに指定されている。また、東海大学医学部付属八王子病院とともに、八王子市による「八王子市中核病院」に指定されている。
職員数は医師259名など、総数で1325名。診療実績は2006年（平成18年）度で、外来患者数が一日平均1,387人、入院患者が同539名であった。

## 診療科
各科診療部門
- 呼吸器センター
- 血液内科
- 呼吸器内科
- 循環器内科
- 糖尿病・内分泌・代謝内科
- 神経内科
- 消化器内科
- 腎臓内科
- 腎臓外科
- 高齢診療科
- 呼吸器外科
- 心臓血管外科
- 消化器外科
- 移植外科
- 脳神経外科
- 整形外科
- 形成外科
- 小児科
- 産科・婦人科
- 乳腺科
- 眼科
- 耳鼻咽喉科・頭頸部外科
- 皮膚科
- 泌尿器科
- 麻酔科
- 放射線科
- 臨床検査医学科
- 歯科口腔外科
- ペインクリニック
- リウマチ性疾患治療センター
- 総合診療科
- 臨床腫瘍科
- メンタルヘルス科

中央診療部門
- 救命救急センター
- 特定集中治療部
- 病理診断部
- 薬剤部
- 中央検査部
- 放射線部

## 医療機関の指定等
- 保険医療機関
- 労災保険指定医療機関
- 指定自立支援医療機関（更生医療・育成医療・精神通院医療）
- 身体障害者福祉法指定医の配置されている医療機関
- 生活保護法指定医療機関
- 原子爆弾被害者一般疾病医療取扱医療機関
- 第二種感染症指定医療機関
- 母体保護法指定医の配置されている医療機関
- 災害拠点病院
- 救命救急センター
- 臨床研修指定病院
- 臨床修練指定病院
- がん診療連携拠点病院
- エイズ治療拠点病院
- 特定疾患治療研究事業委託医療機関
- 小児慢性特定疾患治療研究事業委託医療機関

## 交通アクセス
- JR中央本線・京王高尾線高尾駅下車、京王バス高24・高25・高27・準急 「医療センター」下車
- JR横浜線八王子みなみ野駅からシャトルバスが出ている[4]